# Certificato di abitabilità
Il certificato di abitabilità è un documento prescritto dalla legge della Repubblica Italiana riguardante un bene immobile da destinare ad uso di abitazione, che viene rilasciato dal comune nel cui territorio è ubicato l'immobile stesso.
Il "certificato di agibilità" era invece un documento riferito alle unità immobiliari da destinare ad altro uso; tale distinzione è in pratica venuta meno nel tempo anche per la comune trattazione normativa.
Sono stati ambedue sostituiti nel 2016 dalla "Segnalazione certificata di agibilità".

## Storia
L'obbligo di produzione del certificato è stato introdotto dal Regio decreto 27 luglio 1934 n. 1265 poi modificato e sostituito dal Decreto del Presidente della Repubblica 22 aprile 1994, n. 425 e dal Testo unico dell'edilizia del 2001. L'art. 26 di quest'ultima norma stabiliva che "il rilascio del certificato di agibilità non impedisce l'esercizio del potere di dichiarazione di inagibilità di un edificio o di parte di esso". Ambo i certificati sono stati poi superati dal d.lgs 25 novembre 2016, n. 222, che ha introdotto la segnalazione, modificando il testo unico del 2001.

## Caratteristiche
Il certificato aveva una grande rilevanza anche in ordine ai diritti connessi al bene, specialmente per il caso di sua cessione (e tipicamente per il caso di acquisto in cantiere di abitazione di nuova costruzione), originando questioni civilistiche di una certa complessità. Rilevante giurisprudenza ha infatti enucleato il principio che a fini negoziali il certificato è elemento essenziale dell'abitazione, talché la sua mancanza costituisca mancanza di promessa qualità dell'oggetto; ne segue che l'alienante di una porzione immobiliare descritta come "abitazione", cederebbe, senza il certificato, aliud pro alio (venderebbe cioè un manufatto non utilizzabile per "assolvere una determinata funzione economico sociale e quindi a soddisfare in concreto i bisogni che hanno indotto l'acquirente ad effettuare l'acquisto"). In taluni casi, le Corti hanno propeso per evidenziare piuttosto un inadempimento dell'obbligo di consegna di documenti o riconoscendo, per la parte acquirente, un errore sulla qualità dell'oggetto. Per contro, alcune sentenze distinguono il caso di mancanza della certificazione in presenza dei requisiti richiesti per il suo rilascio: si sostiene cioè che qualora la porzione compravenduta possieda tali requisiti - e non vi siano quindi ragioni ostative al rilascio del certificato - non sussista inadempimento a meno che la produzione del documento non abbia fatto espressamente parte della obbligazione assunta dall'alienante. In ogni caso, pare di comune accezione che non sia in sé illecito un negozio di compravendita in mancanza di certificazione.

## Contenuto
Il documento certificava l'idoneità della unità immobiliare interessata ad essere adibita ad uso abitativo; tale idoneità viene riscontrata verificando la statica dell'edificio e la sua salubrità ed accertando che siano soddisfatti alcuni criteri principalmente riguardanti la distribuzione dei vani e le volumetrie, nonché consistenza, dislocamento e funzionalità degli impianti essenziali (principalmente quelli idrico e fognario). In tempi recenti alle verifiche da effettuarsi si sono aggiunte quelle relative alle nuove normative di sicurezza, antinfortunistica, accessibilità e risparmio idrico ed energetico (talune in recepimento di normativa comunitaria). La procedura è essenzialmente declaratoria.

## Modalità di richiesta
Il documento andava richiesto per le nuove costruzioni e va rinnovato a seguito di interventi di ricostruzione o sopraelevazione, totali o parziali, oppure per interventi sugli edifici esistenti che possano influire sulle condizioni originarie. La mancata presentazione della domanda di rilascio entro quindici giorni dall'ultimazione dei lavori di finitura dell'intervento, comporta l'applicazione di una sanzione pecuniaria da 77,00 a 464,00 euro.